# 鮎淵駅
鮎淵駅（あゆぶちえき）は、かつて愛知県北設楽郡設楽町付近に存在した、豊橋鉄道田口線の駅（廃駅）である。鮎渕駅とも表記される。

## 歴史
1932年（昭和7年）12月22日、田口線の清崎駅 - 三河田口駅間の開業にあわせて開業。ただし、当駅は通常の駅ではなく、鮎釣りシーズン中のみに営業する臨時駅という形態であった。そのため、年中通しての営業は廃止まで行われず、おそらく6月 - 8月頃のみの営業だったと推測される。
当駅は、清崎駅から三河田口駅に向かう途中、第三トンネルを抜けてすぐの地点に所在していたと考えられている。
正確な廃止時期は田口線廃止時期に準ずるが、1965年（昭和40年）の水害による清崎駅 - 三河田口駅間不通にともない、翌1966年（昭和41年）に休止となったため、この頃には実質的な廃止として扱われていたと考えられている。

### 年表
- 1932年（昭和7年）12月22日：開業。
- 1965年（昭和40年）9月17日：水害により清崎駅 - 三河田口駅間が不通となる。
- 1966年（昭和41年）：田口線休止に伴い当駅も休止となる。
- 1968年（昭和43年）
  - 8月29日：水害により三河海老駅 - 清崎駅間が不通となる。
  - 9月1日：田口線全線廃止に伴い廃止となる。

## 隣の駅
豊橋鉄道
田口線
清崎駅 - （貨）大久賀多駅 - （臨）鮎淵駅 - 三河田口駅